# فايسنزيه (تورينغن)
فايسنزيه (بالألمانية: Weißensee) هي بلدة ألمانية تقع في تورينغن في ألمانيا. يقدر عدد سكانها بـ 3,614 نسمة .

## المدن التوأمة
مدن Dechy و كيرشبرغ ان در ياغست هي مدن توأمة لفايسنزيه (تورينغن).

## أعلام
- يوهان كريستيان دانيل فون شربر
- فريدريش أوغسطس الثاني ملك ساكسونيا